# Przekładnia stożkowa

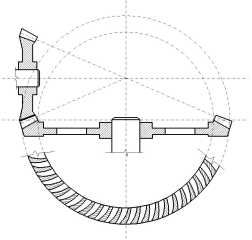

Przekładnia stożkowa – przekładnia zębata o osiach prostopadłych. 
W przekładni tej występują dwa koła, których zarysy głów zębów (zobacz koło zębate) tworzą powierzchnię stożków toczących się po sobie. Istnieje wiele różnych konstrukcji przekładni stożkowych, w których zęby mogą być: zbieżne (o zmiennej wysokości) lub o stałej wysokości.
W zależności od kształtu linii zęba wyróżnia się przekładnie stożkowe:
- proste,
- śrubowe,
- łukowe.

Przekładnie stożkowe stosuje się tam, gdzie konieczna jest nierównoległa (najczęściej prostopadła) zmiana kierunku przekazania mocy.

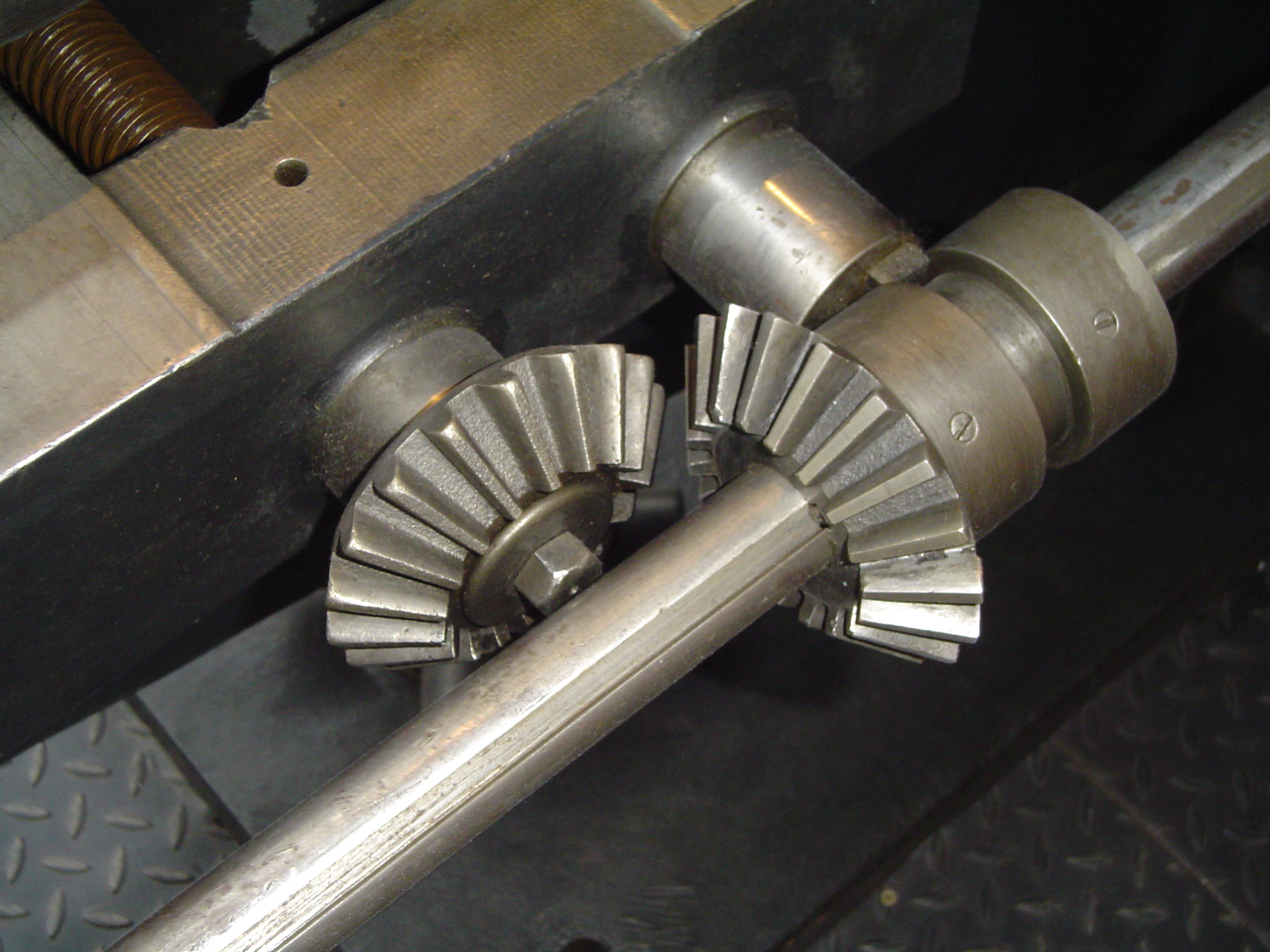